# Abborrtjärnen (Anundsjö socken, Ångermanland, 708091-160916)
Abborrtjärnen är en sjö i Örnsköldsviks kommun i Ångermanland och ingår i Gideälvens huvudavrinningsområde. Sjöns area är 0,04 kvadratkilometer och den är belägen 380 meter över havet.